# Шимани (гміна Ґраєво)
Шимани (пол. Szymany) — село в Польщі, у гміні Граєво Ґраєвського повіту Підляського воєводства.
Населення — 241 особа (2011).
У 1975—1998 роках село належало до Ломжинського воєводства.

## Демографія
Демографічна структура станом на 31 березня 2011 року:
|          | Загалом | Допрацездатний вік | Працездатний вік | Постпрацездатний вік |
| -------- | ------- | ------------------ | ---------------- | -------------------- |
| Чоловіки | 120     | 22                 | 84               | 14                   |
| Жінки    | 121     | 24                 | 67               | 30                   |
| Разом    | 241     | 46                 | 151              | 44                   |